# Milagros Nuin Monreal
Milagros Nuin Monreal (Olite, 25 de noviembre de 1951) es una traductora española del árabe al castellano.

## Biografía
Milagros Nuin Monreal nació en Olite en 1951. Licenciada en Historia del Arte por la Universidad Complutense de Madrid en el año 1975 y en Geografía e Historia por la misma universidad en 1978. Doctora en Árabe e Islam por la Universidad Autónoma de Madrid en 1985. Realizó estancias de estudios en el exterior entre 1978-84 en El Cairo. Los cinco primeros cursos con una beca del Ministerio de Asuntos Exteriores. En 1988 permaneció dos meses en Argel con una beca del Ministerio de Asuntos Exteriores.
Entre 1985 y 1986, desarrolló su actividad como profesora de lengua árabe en la Universidad de Castilla-La Mancha en Ciudad Real. De 1986 a 1993 fue profesora de lengua árabe en la Escuela Oficial de Idiomas de Madrid. Desde 1993 es traductora de árabe e inglés en la Oficina de Interpretación de Lenguas del Ministerio de Asuntos Exteriores y desde 1994 ejerce como profesora a tiempo parcial de lengua y literatura árabes en la Universidad Complutense de Madrid.
Entre sus áreas de investigación están la narrativa y poesía árabes en el mundo actual, y las características del lenguaje escrito en la prensa árabe.

## Obras

### Traducciones de novelas
- Dos novelas sudanesas. Tayeb Saleh. CantArabia. Madrid, 1987.
- Zaini Barakat. Gamal El Guitani. Edic. Libertarias. Madrid, 1994. (Esta novela obtuvo una ayuda a la traducción concedida por el Ministerio de Cultura en 1988).
- El comerciante y el pintor. Muhammad al-Busati. Huerga y Fierro. Madrid, 1998.
- La tienda beduina. Miral al-Tahawi. Seix Barral. Barcelona, 1999.
- Espejos. Naguib Mahfuz. Cátedra. Madrid, 1999.
- La luz de la pasión. Huda Barakat. Seix Barral. Barcelona, 2000.
- La garza. Ibrahim Aslán. Huerga y Fierro. Madrid, 2004.
- Bandar Shah. Táyyeb Sáleh. Huerga y Fierro. Madrid, 2006.
- La boda de Zayn y otros cuentos. Huerga y Fierro. Madrid, 2007.
- Játim. Raja Alem. Huerga y Fierro. Madrid, 2007.
- Ocultación. Raja Alem. Editada por el Centro Cultural Saudí. Madrid, 2015.

### Traducciones de poemarios
- Las moaxajas. El Ciego de Tudela. Gobierno de Navarra. Pamplona, 2001.
- Diván. Mansur Hallay. Edic. Oriente y Mediterráneo. Madrid, 2002.
- Agua en los dedos. Ahmad al-Shahawi. Instituto Egipcio de Estudios Islámicos. Madrid, 2002.
- La última de las ciudades sagradas. Kamal Sebti. Huerga y Fierro. Madrid, 2003.
- 101 Poemas de al-Mutanabbi. Al-Mutanabbi. Edic. del Oriente y del Mediterráneo. Madrid, 2007.
- El Diván del Ciego de Tudela. B. Castel Ruiz. Tudela, 2012.

(El segundo poemario y el quinto obtuvieron una ayuda a la traducción concedida por la Escuela de Traductores de Toledo en 2002 y en 2007 respectivamente).

### Sobre literatura árabe contemporánea
Estudio sobre la novela en Egipto: Desde los años sesenta hasta la actualidad. Huerga y Fierro. Madrid, 2010. 
Diversos artículos sobre Literatura árabe publicados en revistas y periódicos.